# Kabinett Morgan II
Das Kabinett Morgan II war die vierte Regierung von Wales. Sie erfolgte auf die Wahl zur Nationalversammlung für Wales 2003. Bei dieser Wahl erhielt die Welsh Labour Party genau die Hälfte der 60 Sitze und bildete daraufhin am 7. Mai 2003 diese Regierung. Am 26. Mai 2007 endete diese Regierung.

## Kabinet

### Minister
| Amt                                                               | Bild | Name           | Partei | Partei    | Amtszeit  |
| ----------------------------------------------------------------- | ---- | -------------- | ------ | --------- | --------- |
| First Minister                                                    |      | Rhodri Morgan  |        | Labour    | 2003–2007 |
| Minister für Parlamentsangelegenheiten, Gleichstellung und Jugend |      | Karen Sinclair | Labour | 2003–2005 |           |
| Minister für Parlamentsangelegenheiten, Gleichstellung und Jugend |      | Jane Hutt      | Labour | 2005–2007 |           |
| Minister für Kultur, walisische Sprache und Sport                 |      | Alun Pugh      | Labour | 2003–2007 |           |
| Minister für Wirtschaft und Transport                             |      | Andrew Davies  | Labour | 2003–2007 |           |
| Minister für Bildung                                              |      | Jane Davidson  | Labour | 2003–2007 |           |
| Minister für Umwelt, Landwirtschaft und ländliche Entwicklung     |      | Carwyn Jones   | Labour | 2003–2007 |           |
| Minister für Finanzen und Kommunalverwaltung                      |      | Sue Essex      | Labour | 2003–2007 |           |
| Minister für Gesundheit und soziale Sicherung                     |      | Jane Hutt      | Labour | 2003–2005 |           |
| Minister für Gesundheit und soziale Sicherung                     |      | Brian Gibbons  | Labour | 2005–2007 |           |
| Minister für soziale Gerechtigkeit                                |      | Edwina Hart    | Labour | 2003–2007 |           |
| Kabinettsmitglied mit beratender Stimme                           |      |                |        |           |           |
| Chief Whip                                                        |      | Karen Sinclair |        | Labour    | 2005–2007 |

### Vizeminister
| Amt                                                                                            | Name              | Name          | Partei    | Amtszeit |
| ---------------------------------------------------------------------------------------------- | ----------------- | ------------- | --------- | -------- |
| Stellvertretender Minister für wirtschaftliche Entwicklung                                     |                   | Brian Gibbons | Labour    | 2007     |
| Stellvertretender Minister für soziale Gerechtigkeit                                           | Huw Lewis         | Labour        | 2005–2007 |          |
| Stellvertretender Minister für Gesundheit und soziale Dienste                                  | John Griffiths    | Labour        | 2005–2007 |          |
| Stellvertretender Minister für Finanzen, Bildung, öffentlichen Dienst und Kommunale Verwaltung | Christine Chapman | Labour        | 2005–2007 |          |
| Stellvertretender Minister für Betriebe, ländlichen Raum, Planung und Umwelt                   | Tamsin Dunwoody   | Labour        | 2005–2007 |          |